# Monica Seles
Monica Seles (serbisk: Моника Селеш, ungarsk: Szeles Mónika, født 2. december 1973 i Novi Sad, Serbien) er en tidligere professionel tennisspiller. Hun er født i Jugoslavien af ungarske forældre. Hun fik amerikansk statsborgerskab i 1994.
I løbet af sin karriere vandt hun ni Grand Slam-titler. Otte af dem som repræsentant for Jugoslavien (først SFR Jugoslavien, siden FR Jugoslavien) og en for USA.
Hun trak sig tilbage som professionel i 2008.